# Битва під Варною (1444)
Битва під Варною відбулась 10 листопада 1444 року між об'єднаною армією хрестоносців та військом Османської імперії поблизу міста Варна. Битва стала завершенням невдалого хрестового походу на Варну угорського і польського короля Владислава III. Результатом битви стала цілковита поразка хрестоносців, загибель Владислава й посилення османів на Балканському півострові.

## Історія

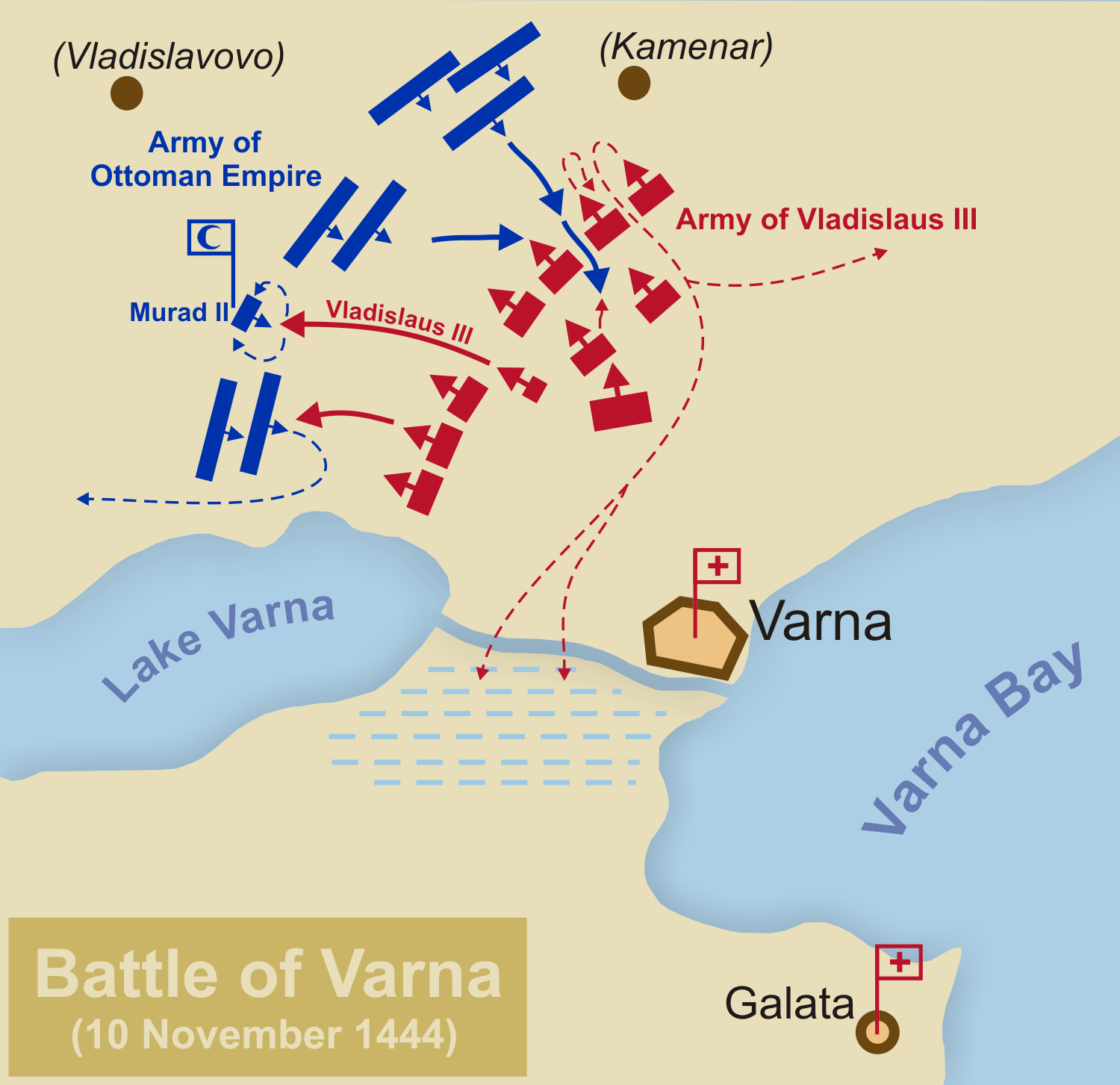
Схема битви

На початку 1440-их років король Польщі та Угорщини Владислав III почав кампанію проти османського султана Мурада II, щоб зменшити вплив турків на Балканському півострові й повернути Сербію своєму васалу Георгію Бранковичу. Об'єднана армія хрестоносців під командуванням угорського генерала Яноша Гуньяді захопила Ніш і Софію й завдала туркам декілька відчутних поразок. Після них у 1444 році Мурад ІІІ був змушений був укласти з християнським королем мирну угоду, за якою турки визнавали незалежність прикордонних з Угорщиною сербських земель й обіцяли не переходити Дунай.
У серпні 1444 року султан Мурад передав трон своєму 12-річному сину Мехмеду, вирішивши відійти від державних справ. Скориставшись послабленням влади в Османській імперії, Владислав порушив мир й відновив воєнні дії проти турків. Однак сербський деспот Георгій Бранкович відмовився приєднатись до хрестового походу Владислава. Посилена лише за рахунок валаського контингенту угорська армія під командуванням короля і генерала Гуньяді рушила на Варну. Мурад II, що знову взяв управління імперією до своїх рук, за допомогою генуезького флоту швидко перекинув війська з Малої Азії до Румелії.
Битва під Варною відбулась 10 листопада 1444 року. Турецьке військо втричі чисельно перевищувало армію хрестоносців. Хоча початок битви склався на користь угорців, в бою загинув король Владислав, а практично вся християнська армія у підсумку була знищена, а Гуньяді змушений був тікати.
Після битви упродовж трьох років пустував трон Польщі, а новим королем Угорщини став малолітній Ладіслав Постум, регентом при якому було обрано Яноша Гуньяді. У наступні роки Мурад розвинув свій успіх на Балканах, підкоривши Морею. Послаблені хрестоносці у 1448 році в битві на Косовому полі зазнали ще однієї жорстокої поразки, після якої більше не вживали серйозних спроб відбити півострів у Османської імперії. Послаблення позицій християн на Балканах дозволило туркам взяти Константинополь (1453) й повернути контроль над Сербією (до 1459 року).